# Mercenaria
Genre
Mercenaria est un genre de mollusques bivalves marins de la famille des Veneridae. Ils sont comestibles et portent le nom vernaculaire de Clam.

## Liste des espèces
Selon World Register of Marine Species (28 mai 2025) :
- Mercenaria browni Petuch & Berschauer, 2019
- Mercenaria campechiensis (Gmelin, 1791)
- Mercenaria hartae Petuch, 2013
- Mercenaria mercenaria (Linnaeus, 1758)
- Mercenaria stimpsoni (A. Gould, 1861)
- Mercenaria texana (Dall, 1902)

Selon ITIS (1er juin 2016) :
- Mercenaria campechiensis (Gmelin, 1791)
- Mercenaria mercenaria (Linnaeus, 1758)